# الکس یانگ
الکس یانگ (انگلیسی: Alex Young؛ زادهٔ ۲۹ اوت ۱۹۷۱) بازیگر اهل ایالات متحده آمریکا است. او در لندن متولد شد، اما در نیویورک بزرگ شد. پدر او کارآفرین و صاحب یک بوتیک در شهر نیویورک بود و گفته می شود که او بود که برخی مدهای روز همچون دامن کوتاه (مینی‌ژوپ) را از انگلستان به آمریکا آورد و رواج داد. پدر او در سال ۲۰۰۳ درگذشت.
از فیلم‌ها یا مجموعه‌های تلویزیونی که وی در آن‌ها نقش داشته است، می‌توان به یک روز خوب برای جان‌سخت، هیتمن: مأمور ۴۷ و توقف‌ناپذیر اشاره نمود.